# Maicon Sisenando
Maicon Douglas Sisenando (sinh ngày 26 tháng 7 năm 1981 ở Criciúma, Santa Catarina), thường được biết tới với tên Maicon, là cựu cầu thủ bóng đá người Brasil chơi ở vị trí hậu vệ phải. Anh từng được đánh giá là một trong những hậu vệ cánh phải hàng đầu thế giới.

## Sự nghiệp câu lạc bộ

### Thời gian đầu
Được đánh giá là một hậu vệ phải tài năng, Maicon có trận ra mắt cho Cruzeiro vào năm 2001 và sau hai mùa giải thành công ở Brazil với một chức vô địch quốc gia và một lần được triệu tập vào đội tuyển bóng đá quốc gia Brazil vào năm 2003, anh được đội bóng đang chơi cho Ligue 1 AS Monaco ký hợp đồng vào tháng 6 năm 2004.

### Inter Milan

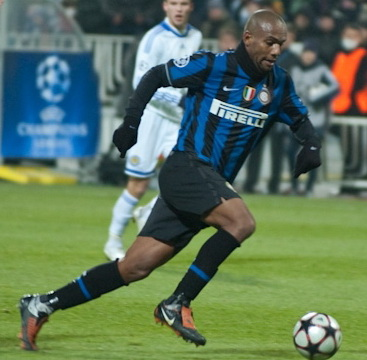
Maicon trong màu áo Inter Milan

Vào tháng 7 năm 2006, Inter Milan chính thức cho biết họ đã ký hợp đồng 5 năm với Maicon cùng với hậu vệ trái người Brasil Maxwell và tiền vệ người Pháp Olivier Dacourt. Trong quãng thời gian ở Inter, anh đã thể hiện được tài năng bên hành lang cánh phải với khả năng phòng thủ tốt cùng tốc độ tốt, anh cũng có thể ghi bàn hoặc kiến tạo. Anh chiếm được vị trí của hậu vệ đội trưởng Javier Zanetti để trở thành sự lựa chọn số 1 bên hành lang cánh phải. Anh thường được đánh giá là một trong những hậu vệ cánh phải hay nhất thế giới và là sự lựa chọn số 1 ở đội tuyển Brazil, đánh bại cả hậu vệ của Barcelona Daniel Alves.
Trong trận đấu ở cúp C1 vào ngày 6 tháng 3 năm 2007, anh gây ra một chấn thương nghiêm trọng cho hậu vệ của Valencia CF David Navarro. Ban đầu Maicon bị treo giò 6 trận, nhưng sau đó đã được giảm xuống còn 3 trận.
Anh tiếp tục thể hiện phong độ tốt ở mùa giải 2009-10. Anh bắt đầu mùa giải bằng bàn thắng vào lưới AC Milan trong chiến thắng 4-0, và sau đó chơi tốt trong trận đấu ở cúp C1 gặp FC Barcelona ở Giuseppe Meazza. Anh kiến tạo cho Diego Milito ghi bàn ở vòng 5 trong trận gặp Napoli, trận này Inter thắng 3-1. Anh cũng ghi bàn cuối cùng trong trận thắng 5-0 trước Genoa. Anh cũng thực hiện một pha xuống biên mạnh mẽ để tạo cơ hội cho Milito ghi bàn thắng quyết định ở trận thắng 5-3 trước Palermo và ở trận sau đó anh ghi bàn thắng quyết định để đánh bại Livorno. Maicon ghi bàn đầu tiên ở cúp C1 mùa giải này khi sút tung lưới Barcelona. Ở trận đó anh đã bị gãy răng sau một pha va chạm cùng Lionel Messi.
Màn trình diễn ấn tượng của anh ở Inter đã gây ra nhiều lời đồn thổi về tương lai của anh. Cả Real Madrid và Manchester City (câu lạc bộ bóng đá) đều đã thể hiện mong muốn có chữ ký của anh. Tuy nhiên anh đã thể hiện mong muốn ở lại Inter và chủ tịch Inter Massimo Moratti đã ra giá 30 triệu euro cho anh.

### Manchester City
Ngày 31 tháng 8 năm 2012, Maicon chuyển sang Manchester City với giá chuyển nhượng 3.5 triệu £, khoác chiếc áo số 3.Anh có trận ra mắt cho câu lạc bộ vào ngày 15 tháng Chín, trong trận hòa 1–1 với Stoke.

### A.S. Roma
Ngày 18 tháng 6 năm 2013,anh chuyển tới câu lạc bộ Ý A.S. Roma với mức phí ba triệu bảng.

## Thi đấu quốc tế

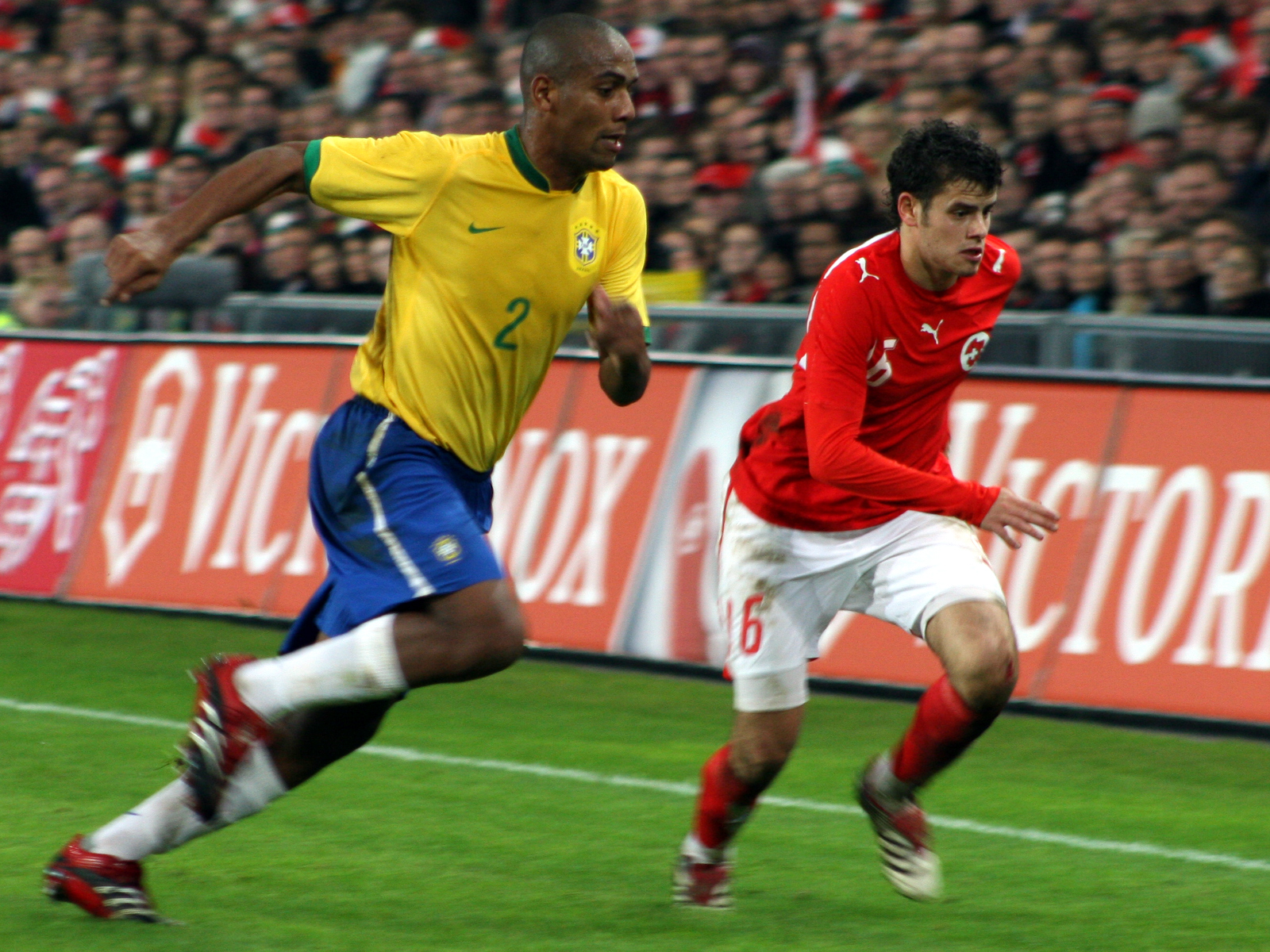
Maicon trong màu áo đội tuyển Brazil.

Maicon chơi ở giải trẻ quốc tế vào năm 2001 cùng đồng đội Adriano. Maicon lần đầu tiên được gọi vào đội tuyển bóng đá quốc gia Brazil ở giải Cúp Vàng CONCACAF vào năm 2003 khi là thành viên của đội U23 Brazil. Vào ngày 13 tháng 7 năm 2003, anh có trận ra mắt cho đội tuyển quốc gia trong trận gặp đội tuyển bóng đá quốc gia Mexico. Trong lần ra sân thứ 2, anh ghi bàn đầu tiên vào lưới đội tuyển bóng đá quốc gia Honduras. Vào tháng 1 năm 2004, anh chơi ở giải CONMEBOL tiền Olympic cùng các đồng đội ở Cruzeiro Heurelho Gomes, Edu Dracena, Wendel và người đồng đội tương lai Maxwell.
Anh cũng tham gia vào đội hình đội tuyển quốc gia ở Copa America 2004 và Confederations Cup 2005, những giải đấu mà Brazil đều vô địch. Tuy nhiên, anh không được triệu tập ở World Cup 2006, giải đấu mà Cicinho và Cafu được triệu tập ho vị trí hậu vệ phải. Sau khi Cafu giải nghệ và Dunga lên chức HLV trưởng, Maicon trở thành sự lựa chọn số 1 cho vị trí hậu vệ phải của Brazil. Anh cũng được triệu tập cho Copa America 2007, giải đấu mà Brazil vô địch. Maicon ghi bàn thứ 3 trong chiến thắng 3-0 của Brazil trước Mỹ ở vòng bảng FIFA Confederations Cup 2009 sau một pha chồng cánh rất hay ở bên phải, và anh cũng là người kiến tạo cho Felipe Melo ghi bàn từ một quả đá phạt.

## Thống kê sự nghiệp câu lạc bộ
Tính đến 20 tháng 4 năm 2016.
| Câu lạc bộ      | Mùa            | Giải | Giải | Cúp  | Cúp | Cúp liên đoàn | Cúp liên đoàn | Tổng | Tổng |
| Câu lạc bộ      | Mùa            | Trận | Bàn  | Trận | Bàn | Trận          | Bàn           | Trận | Bàn  |
| --------------- | -------------- | ---- | ---- | ---- | --- | ------------- | ------------- | ---- | ---- |
| Cruzeiro        | 2001           | 18   | 0    | —    | —   | —             | —             | 18   | 0    |
| Cruzeiro        | 2002           | 19   | 1    | —    | —   | —             | —             | 19   | 1    |
| Cruzeiro        | 2003           | 11   | 0    | —    | —   | —             | —             | 11   | 0    |
| Cruzeiro        | 2004           | 8    | 0    | —    | —   | —             | —             | 8    | 0    |
| Cruzeiro        | Tổng           | 56   | 1    | —    | —   | —             | —             | 56   | 1    |
| Monaco          | 2004–05        | 30   | 4    | —    | —   | 8             | 1             | 38   | 5    |
| Monaco          | 2005–06        | 28   | 1    | —    | —   | 7             | 1             | 35   | 2    |
| Monaco          | Tổng           | 58   | 5    | —    | —   | 15            | 2             | 73   | 7    |
| Internazionale  | 2006–07        | 32   | 2    | 8    | 0   | 3             | 1             | 43   | 3    |
| Internazionale  | 2007–08        | 31   | 1    | 1    | 0   | 4             | 0             | 36   | 1    |
| Internazionale  | 2008–09        | 29   | 4    | 2    | 0   | 8             | 1             | 39   | 5    |
| Internazionale  | 2009–10        | 33   | 6    | 5    | 0   | 13            | 1             | 51   | 7    |
| Internazionale  | 2010–11        | 28   | 1    | 2    | 0   | 8             | 0             | 38   | 1    |
| Internazionale  | 2011–12        | 24   | 2    | 2    | 1   | 3             | 0             | 29   | 3    |
| Internazionale  | Tổng           | 177  | 16   | 20   | 1   | 39            | 3             | 236  | 20   |
| Manchester City | 2012–13        | 9    | 0    | 1    | 0   | 3             | 0             | 13   | 0    |
| Manchester City | Tổng           | 9    | 0    | 1    | 0   | 3             | 0             | 13   | 0    |
| Roma            | 2013–14        | 28   | 2    | 3    | 0   | —             | —             | 31   | 2    |
| Roma            | 2014–15        | 14   | 1    | 2    | 0   | 3             | 1             | 19   | 2    |
| Roma            | 2015–16        | 15   | 1    | 1    | 0   | 3             | 0             | 19   | 1    |
| Roma            | Tổng           | 59   | 4    | 6    | 0   | 6             | 1             | 71   | 5    |
| Tổng sự nghiệp  | Tổng sự nghiệp | 359  | 26   | 27   | 1   | 63            | 6             | 449  | 33   |

## Danh hiệu

### Câu lạc bộ

#### Cruzeiro
- Campeonato Brasileiro Série A: 2003
- Copa do Brasil: 2003
- Campeonato Mineiro: 2002, 2003

#### Internazionale
- Serie A: 2006–07, 2007–08, 2008–09, 2009–10
- Coppa Italia: 2009–10, 2010-11
- Supercoppa Italiana: 2006, 2008, 2010
- UEFA Champions League: 2009–10
- FIFA Club World Cup: 2010

### Quốc tế
- Copa América: 2004, 2007
- FIFA Confederations Cup: 2005, 2009